# Grand Prix-wegrace van Zweden 1971
De Grand Prix-wegrace van Zweden 1971 was de achtste race van het wereldkampioenschap wegrace-seizoen 1971. De races werden verreden op 24 en 25 juli 1971 op de Scandinavian Raceway ten zuidoosten van Anderstorp (Jönköpings län).

## Algemeen
De Zweedse Grand Prix stond voor het eerst sinds het seizoen 1961 op de WK-kalender. Alle soloklassen kwamen er aan de start en bovendien werd er een zijspanrace georganiseerd, maar die stond niet op de FIM-kalender.

## 500 cc
De financiële problemen van privérijder Rob Bron begonnen zich halverwege het seizoen te wreken. Hij had al een oproep gedaan om ergens een Ceriani-remnaaf te lenen of te kopen, en in Zweden was zijn Suzuki T 500 eigenlijk aan nieuwe zuigers en cilinders toe. Hij werd geholpen door het team van Jamathi, maar daar waren geen onderdelen voor een 500cc-machine voorhanden. Bron wist van de achtste naar de vijfde plaats op te klimmen, maar viel uit door problemen met zijn ontsteking. Zijn concurrent Keith Turner werd in de stromende regen tweede achter Giacomo Agostini, terwijl Tommy Robb (Seeley) derde werd.

### Uitslag 500 cc
| Pos | Coureur            | Merk      | Tijd          | Punten |
| --- | ------------------ | --------- | ------------- | ------ |
| 1   | Giacomo Agostini   | MV Agusta | 1: 25' 14" 63 | 15     |
| 2   | Keith Turner       | Suzuki    | +28" 86       | 12     |
| 3   | Tommy Robb         | Seeley    | +35" 51       | 10     |
| 4   | Ulf Nilsson        | Seeley    | +1 ronde      | 8      |
| 5   | Kaarlo Koivuniemi  | Seeley    | +1 ronde      | 6      |
| 6   | Dave Simmonds      | Kawasaki  | +1 ronde      | 5      |
| 7   | Morgan Rådberg     | Monark    | +1 ronde      | 4      |
| 8   | Bo Granath         | Husqvarna | +1 ronde      | 3      |
| 9   | Johnny Bengtsson   | Kawasaki  | +1 ronde      | 2      |
| 10  | Jack Findlay       | Suzuki    | +2 ronden     | 1      |
| DNF | Rob Bron           | Suzuki    | ontsteking    |        |
| DNF | Eric Offenstadt    | Kawasaki  |               |        |
| DNF | Alberto Pagani     | Linto     |               |        |
| DNF | Ron Chandler       | Kawasaki  |               |        |
| DNF | Frank Perris       | Seeley    |               |        |
| DNF | Lothar John        | Yamaha    |               |        |
| DNF | Kurt-Ivan Carlsson | Yamaha    |               |        |
| DNF | Matti Salonen      | Yamaha    |               |        |
| DNF | Peter Jones        | Suzuki    |               |        |
| DNF | John Dodds         | König     |               |        |
| DNF | Charlie Dobson     | Seeley    |               |        |
| DNF | Gyula Marsovszky   | Linto     |               |        |
| DNF | Börje Andersson    | Honda     |               |        |
| DNF | Steve Ellis        | Yamaha    |               |        |
| DNF | Borge Nielsen      | Honda     |               |        |
| DNF | Jöram Blom         | Seeley    |               |        |
| DNF | Morten Hauger      | Honda     |               |        |
| DNF | Lasse Johansson    | HM        |               |        |
| DNF | Godfrey Nash       | Honda     |               |        |
| DNF | Oiva Papunen       | Kawasaki  |               |        |
| DNF | Hasse Rutgersson   | HRS       |               |        |
| DNF | Bo Strandell       | Linto     |               |        |
| DNF | Claus Tarum        | Honda     |               |        |
| DNF | Louis With         | Kawasaki  |               |        |

## 350 cc
In Zweden nam Giacomo Agostini meteen de leiding in de race zonder het normale "spelletje" met zijn tegenstanders te spelen. Daarom ging de aandacht uit naar het gevecht om de tweede plaats tussen Paul Smart, Jarno Saarinen en Theo Bult. Ondanks de natte baan werd er hard gevochten, waar Theo Bult het slachtoffer van werd toen hij van de baan gleed. Hij verspeelde hiermee niet alleen een goede klassering in de race, maar ook zijn tweede plaats in het kampioenschap. Als amateur kon hij niet zo makkelijk alle wedstrijden bezoeken, want hij had ook nog een baan aan de Technische hogeschool in Enschede. Smart werd tweede en Saarinen werd derde.

### Uitslag 350 cc
| Pos | Coureur            | Merk      | Tijd          | Punten |
| --- | ------------------ | --------- | ------------- | ------ |
| 1   | Giacomo Agostini   | MV Agusta | 1: 11' 13" 22 | 15     |
| 2   | Paul Smart         | Yamaha    | +32" 33       | 12     |
| 3   | Jarno Saarinen     | Yamaha    | +1' 30" 56    | 10     |
| 4   | Rodney Gould       | Yamaha    | +1' 46" 89    | 8      |
| 5   | Kurt-Ivan Carlsson | Yamaha    | +1' 47" 90    | 6      |
| 6   | Teuvo Länsivuori   | Yamaha    |               | 5      |
| 7   | Bo Granath         | Yamaha    |               | 4      |
| 8   | Eric Offenstadt    | Kawasaki  |               | 3      |
| 9   | Tommy Robb         | Yamaha    |               | 2      |
| 10  | Hannu Kuparinen    | Yamaha    |               | 1      |
| DNF | Theo Bult          | Yamsel    |               |        |

## 250 cc
In Zweden ging het eindelijk wat beter met Rodney Gould en Kent Andersson en hun Yamaha YZ 632 fabrieksracers. Ze vochten samen om de eerste plaats, tot Andersson uitviel. Toen moest Paul Smart om de tweede plaats vechten met Theo Bult, tot die laatste met een gebroken krukas uitviel. Daardoor werd Jarno Saarinen derde.

### Uitslag 250 cc
| Pos | Coureur         | Merk     | Tijd       | Punten |
| --- | --------------- | -------- | ---------- | ------ |
| 1   | Rodney Gould    | Yamaha   | 58' 23" 18 | 15     |
| 2   | Paul Smart      | Yamaha   | +33" 22    | 12     |
| 3   | Jarno Saarinen  | Yamaha   | +19"       | 10     |
| 4   | Chas Mortimer   | Yamaha   | +1' 26" 44 | 8      |
| 5   | Frank Perris    | Yamaha   | +1' 30" 82 | 6      |
| 6   | Billie Nelson   | Yamaha   |            | 5      |
| 7   | John Dodds      | Yamaha   |            | 4      |
| 8   | Börje Jansson   | Yamasaki |            | 3      |
| 9   | Bo Granath      | Yamaha   |            | 2      |
| 10  | Lennart Lindell | Yamaha   |            | 1      |
| DNF | Kent Andersson  | Yamaha   |            |        |
| DNF | Theo Bult       | Yamsel   | krukas     |        |

## 125 cc
In de 125cc-race vochten Ángel Nieto en Barry Sheene lang om de leiding, maar Nieto viel uit met ontstekingsproblemen. Börje Jansson werd tweede en Kent Andersson kon Dieter Braun maar net kloppen in de strijd om de derde plaats, die hij met 0,3 seconden verschil won.

### Uitslag 125 cc
| Pos | Coureur          | Merk     | Tijd       | Punten |
| --- | ---------------- | -------- | ---------- | ------ |
| 1   | Barry Sheene     | Suzuki   | 49' 15" 99 | 15     |
| 2   | Börje Jansson    | Maico    | +11" 75    | 12     |
| 3   | Kent Andersson   | Yamaha   | +46" 01    | 10     |
| 4   | Dieter Braun     | Maico    | +46" 38    | 8      |
| 5   | Dave Simmonds    | Kawasaki | +1' 57" 93 | 6      |
| 6   | Toni Gruber      | Maico    |            | 5      |
| 7   | Matti Salonen    | Yamaha   |            | 4      |
| 8   | Thomas Heuschkel | MZ       |            | 3      |
| 9   | Leif Rosell      | Maico    |            | 2      |
| 10  | Roland Olsson    | Yamaha   |            | 1      |
| DNF | Ángel Nieto      | Derbi    | ontsteking |        |

## 50 cc
In Zweden werd Gilberto Parlotti ingehuurd om met een nieuwe Derbi steun te verlenen aan Ángel Nieto. Dat deed hij ook. Vlak voor de finish liet hij Nieto met 0,1 seconde verschil winnen. Jan de Vries had het allemaal niet bij kunnen houden en werd derde met 20 seconden achterstand. Jos Schurgers was toen al uitgevallen met een gebroken schakelpedaal.

### Uitslag 50 cc
| Pos | Coureur           | Merk              | Tijd          | Punten        |
| --- | ----------------- | ----------------- | ------------- | ------------- |
| 1   | Ángel Nieto       | Derbi             | 31' 25" 61    | 15            |
| 2   | Gilberto Parlotti | Derbi             | +0" 15        | 12            |
| 3   | Jan de Vries      | Van Veen-Kreidler | +20" 49       | 10            |
| 4   | Barry Sheene      | Van Veen-Kreidler | +32" 19       | 8             |
| 5   | Herman Meijer     | Jamathi           | +1' 06" 56    | 6             |
| 6   | Jan Bruins        | Kreidler          |               | 5             |
| 7   | Aalt Toersen      | Jamathi           |               | 4             |
| 8   | Lars Persson      | Monark            |               | 3             |
| 9   | Lennart Lindell   | Tomos             |               | 2             |
| 10  | Hans Johansson    | HM                |               | 1             |
| DNF | Jos Schurgers     | Van Veen-Kreidler | schakelpedaal | schakelpedaal |

1930 · 1931 · 1932 · 1933 · 1934 · 1935 · 1936 · 1937 · 1939 · 1949 · 1950 · 1951 · 1952 · 1953 · 1954 · 1955 · 1956 · 1957 · 1958 · 1959 · 1961 · 1970 · 1971 · 1972 · 1973 · 1974 · 1975 · 1976 · 1977 · 1978 · 1979 · 1981 · 1982 · 1983 · 1984 · 1985 · 1986 · 1987 · 1988 · 1989 · 1990